# Hemerobius versicolor
Hemerobius versicolor är en insektsart som beskrevs av Gmelin 1790. Hemerobius versicolor ingår i släktet Hemerobius och familjen florsländor. Inga underarter finns listade i Catalogue of Life.